# Otočec
Otočec este o localitate din comuna Novo mesto, Slovenia, cu o populație de 683 de locuitori.